# Dead Letter Circus

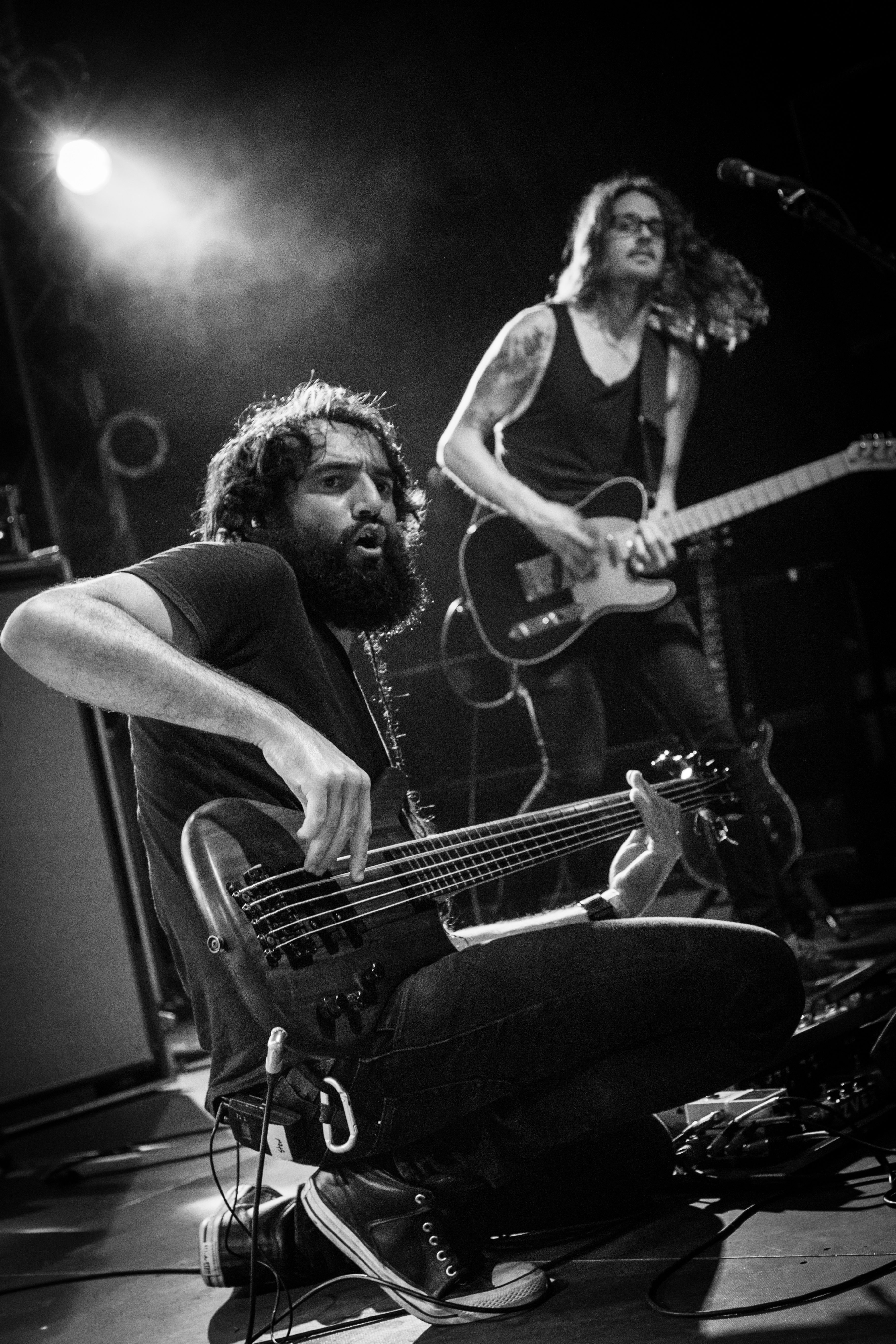
Dead Letter Circus live beim Euroblast Festival in Köln, 2016

Dead Letter Circus ist eine fünfköpfige Alternative-Rock-Band aus Brisbane (Queensland), Australien.

## Geschichte
2005 wurde Dead Letter Circus von Kim Benzie Gesang, Rob Maric E-Gitarre, Stewart Hill E-Bass und Scott Davie Schlagzeug gegründet. Schon 2005 veröffentlichten sie ihre erste Single Disconnect and Apply, die schon im australischen Radio gespielt wurde. Dazu machte sich die Band als Live-Act einen guten Namen, was dazu führte, dass sie bei bekannten Bands wie Judas Priest, The Butterfly Effect, Chevelle, Karnivool oder Helmet als Vorband auftreten konnten. Aber auch eine ausgedehnte Tour durch Australien als Headliner wurde absolviert. 2007 veröffentlichten sie ihre erste EP Dead Letter Circus.
2008 verließ Schlagzeuger Scott Davie die Band und wurde durch Luke Williams ersetzt. Es folgte eine ausgedehnte Tour durch Australien und die Veröffentlichung der Single Next in Line von der gleichnamigen EP. Die Single erreichte Platz 63 in den australischen Charts.
2010 wurde das erste Album mit dem Namen This Is the Warning veröffentlicht. Zur Veröffentlichung spielte die Band in fast allen größeren australischen Städten. Das Album debütierte auf Platz 2 der australischen Charts. Zudem spielte die Band im Vorprogramm von Linkin Park und Muse.
Im August 2013 erschien mit The Catalyst Fire das zweite Album, von welchem als Singles die Lieder Lodestar und I Am ausgekoppelt  wurden. Zu den Singles wurden zwei thematisch aufeinander aufbauende Videos produziert, die das Logo des Albumcovers als Symbol der Hoffnung in einer dystopischen Gesellschaft zeigen. The Catalyst Fire wurde von Kritikern positiv besprochen und vereinzelt sogar in die Liste der besten Alben des Jahres aufgenommen.

## Stil
Die Band nennt Tool, Pearl Jam, Deftones, Radiohead und Soundgarden als die einflussreichsten Bands auf ihren eigenen Stil, jedoch wollen sie nicht als Kopie dieser verstanden werden, sondern versuchen ihren eigenen Stil zu finden. Sie sagen von sich, dass die Songs als Folge von Improvisationen sehr schnell entstehen. Sie vergleichen sich auch oft mit Karnivool oder The Mars Volta.

## Diskografie

### Alben
- 2010: This Is the Warning
- 2013: The Catalyst Fire
- 2015: Aesthesis
- 2017: The Endless Mile
- 2018: Dead Letter Circus

### EPs
- 2007: Dead Letter Circus
- 2008: Next in Line
- 2014: Stand Apart

### Singles
- 2005: Disconnect and Apply
- 2008: Reaction
- 2008: Next in Line
- 2009: The Space on the Wall
- 2010: Big
- 2010: One Step
- 2010: Cage
- 2011: Reaction
- 2012: Wake Up
- 2013: Lodestar
- 2013: I Am
- 2015: While You Wait
- 2015: In Plain Sight
- 2018: The Armor You Own